# Cây gạo làng Diên Uẩn
Cây gạo làng Diên Uẩn (hay làng Dương Lôi, Tân Hồng, Từ Sơn, Bắc Ninh) được xem là sinh vật gắn liền với một số sự kiện lịch sử Việt Nam thế kỷ 10, thế kỷ 11 và tồn tại hơn 1000 năm tuổi.